# Aristotelis Koundouroff
Aristotelis Koundouroff (Koundouros) (født 29. december 1896 i Tblisi, Georgien, død 8. juli 1969 i Volos, Grækenland) var en græsk komponist, dirigent, rektor og lærer.
Koundouroff studerede komposition på Musikkonservatoriet I Tblisi (1924-1925), og på Musikkonservatoriet i Moskva (1927-1930) hos bl.a. Mikhail Ippolitov-Ivanov og Reinhold Gliere. Han blev efter endte studier rektor på Musikkonservatoriet i Moskva. 
Koundouroff bosatte sig (1930) i Grækenland, hvor han blev lærer i komposition på Piraeus League Musikkonservatorium og blev dirigent for Nea Ionia Kommunale Symfoniorkester (1930-1931). Han var i sin musik (grundet sin russiske skoling), inspireret af Sergej Prokofjev og Alexander Scriabin. Koundouroff har skrevet orkesterværker, kammermusik, balletmusik, korværker, scenemusik, vokalmusik etc. Han er regnet for en af de vigtige komponister fra Grækenland i årene (1930-1960). 

## Udvalgte værker
- Sinfonietta (1934) - for orkester
- Pastorale (1934) - ballet